# Rolligkeit
Als Rolligkeit oder Raunze bezeichnet man den Zeitraum der Paarungsbereitschaft bei Katzen. In diesem Abschnitt des Sexualzyklus findet auch der Follikelsprung statt, der bei Katzen im Regelfall nur durch den Deckakt ausgelöst wird (provozierte Ovulation). Es sind aber auch Fälle beschrieben, bei denen visuelle und Geruchsreize zum Auslösen des Follikelsprungs ausreichen, in seltenen Fällen erfolgt er ohne äußere Stimuli.

## Erste Rolligkeit
Die erste Rolligkeit markiert den Eintritt in die Geschlechtsreife. Sie erfolgt bei Hauskatzen zwischen dem vierten bis zwölften Lebensmonat und wird von verschiedenen Faktoren wie Jahreszeit, Tageslichtdauer, Gesundheitszustand und Rasse beeinflusst. Langhaarkatzen werden häufig erst mit elf bis 21 Monaten geschlechtsreif. Im Allgemeinen ist eine Körpermasse von 2,3 bis 2,5 kg notwendig.

## Verhalten
Die Vorphase der Rolligkeit (Proöstrus) verläuft bei Katzen zumeist unauffällig. Manchmal zeigt die Katze bereits ein Rollen auf dem Boden, das Ablecken von Kopf oder Vulva durch den Kater wird bereits geduldet. 
Im Östrus reibt sich die Katze ständig an Gegenständen, rollt sich oft auf dem Boden, schreit laut und anhaltend und hält ihr Hinterteil herausfordernd in die Höhe und legt den Schwanz zur Seite. Gelegentlich tritt in geringer Menge ein weißlicher Scheidenausfluss auf. Die Bedeckung durch einen Kater wird toleriert. Am Ende des Östrus lässt die Katze das Aufsteigen des Katers zwar noch zu, nicht aber mehr das Einführen des Penis.

## Jahreszyklus
Katzen sind saisonal polyöstrisch, das heißt, es treten mehrere Sexualzyklen und damit Rolligkeiten pro Jahr auf, mit einer Ruhephase von Oktober bis Dezember. Bei Tageslichtlängen unter 14 Stunden verlängert sich die Zykluspause (Anöstrus), unter acht Stunden fallen Katzen in die Geschlechtsruhe (Anöstrie). Wohnungskatzen können unter Kunstlichteinfluss aber das ganze Jahr über rollig werden.
Die Dauer eines Sexualzyklus hängt davon ab, ob die Katze gedeckt wird, also ein Follikelsprung erfolgt. Wird eine Katze während der Rolligkeit nicht gedeckt, folgt die nächste Rolligkeit bereits im Mittel nach 9 Tagen, eventuell kann es sogar zu einer Dauerrolligkeit kommen. Hierbei kommt es nicht zu dem klassischen Ablauf des Sexualzyklus mit Met- und Diöstrus, sondern zu einer als Postöstrus bezeichneten Phase. Erfolgt der Follikelsprung, aber keine Empfängnis, so tritt die nächste Rolligkeit nach im Mittel 39 Tagen ein. Nach einer Trächtigkeit kann bereits ein bis zwei Wochen nach der Geburt die nächste Rolligkeit eintreten.

## Hormonelle Veränderungen
In der ersten Phase der Rolligkeit (Proöstrus) steigt die Konzentration von 17β-Estradiol an und erreicht in der Phase der Deckbereitschaft (Östrus) Maximalwerte von über 50 pg·ml−1. Die Progesteronwerte liegen im Basalniveau.
Ob es zu einem Anstieg des LH kommt, hängt davon ab, ob ein Follikelsprung (Ovulation) ausgelöst wird. Bei einer einmaligen Bedeckung ovulieren nur etwa 21–50 % der Katzen. Die Höhe des LH-Peaks ist darüber hinaus davon abhängig, wie oft die Katze begattet wurde: Erst ab etwa drei Begattungen pro Tag kommt es zu einer vollen Ausschüttung von LH.